# Charles Hugo
Charles Hugo war ein französischer Segler.

## Erfolge
Charles Hugo nahm an den Olympischen Spielen 1900 in Paris teil, wo er in drei Wettbewerben antrat. In der gemeinsamen Wettfahrt kam er nicht ins Ziel, während er in der Bootsklasse 1 bis 2 Tonnen in zwei Wettfahrten in Meulan-en-Yvelines jeweils das Podium erreichte. Dabei war er wie in der gemeinsamen Wettfahrt beide Male Crewmitglied der Yacht Martha, deren Crew außerdem aus Albert Duval und Auguste Albert bestand. Skipper war François Vilamitjana.